# Nowa Koalicja

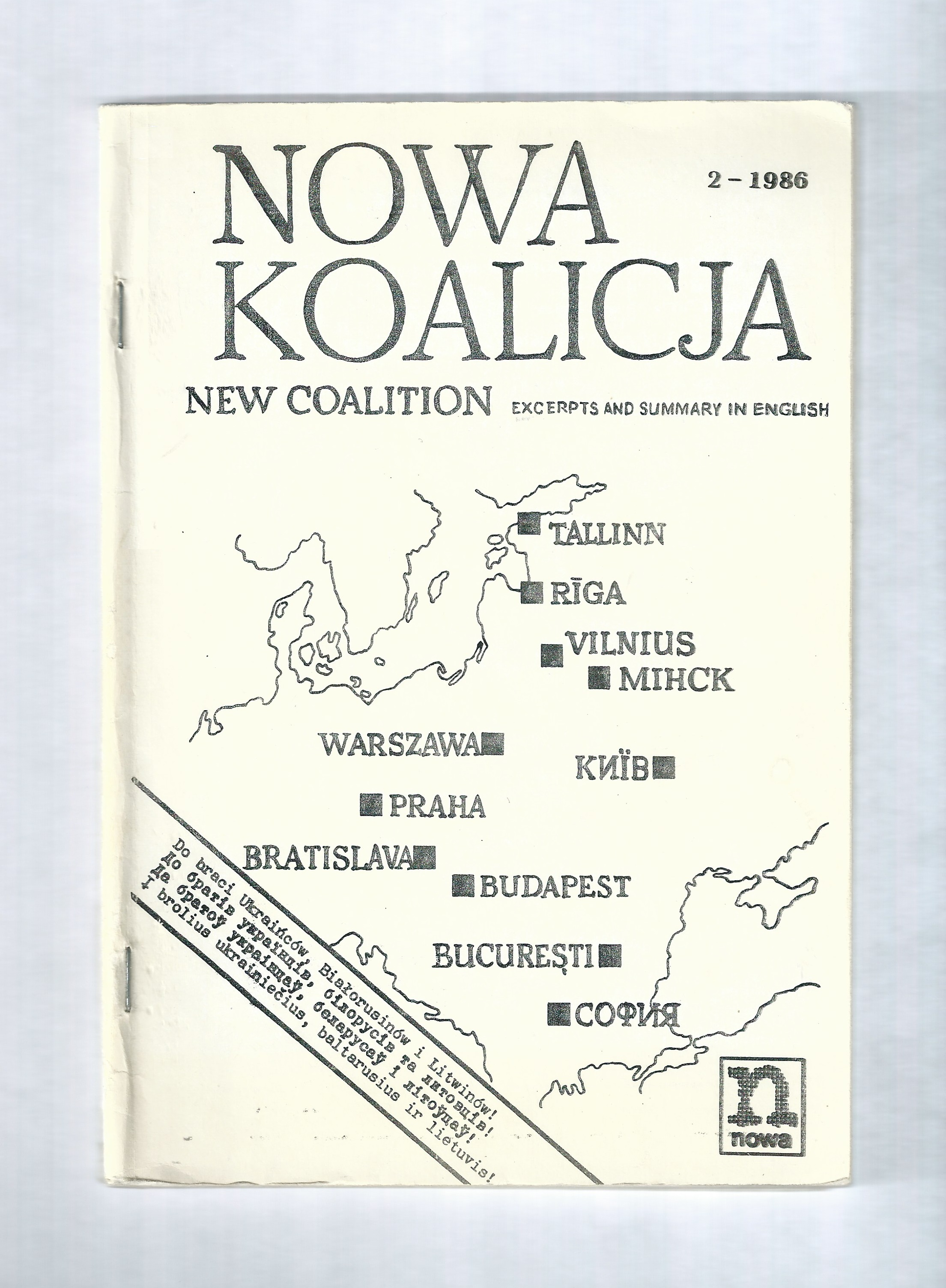
Okładka nr 2/1986

Nowa Koalicja / New Coalition – podziemne czasopismo poświęcone Europie Środkowo-Wschodniej, w tym europejskim republikom sowieckim, i międzynarodowemu współdziałaniu jej opozycji niepodległościowej i demokratycznej. Założone w 1984 i wydawane nieregularnie w latach 1985–1989 w Warszawie. Założycielem i redaktorem naczelnym był Grzegorz Kostrzewa-Zorbas, zastępcą redaktora naczelnego Krzysztof Kopka, sekretarzem redakcji Piotr Domański. Nr 1 i 2 wydała Niezależna Oficyna Wydawnicza „Nowa”; nr 3 i 4 – Wydawnictwo „Krąg”; nr 5, 6, 7 i 8 – Wydawnictwo „Myśl”.
Czasopismo publikowało artykuły i dokumenty w języku polskim ze streszczeniami i fragmentami w języku angielskim oraz okazjonalnie tekstami w innych poza polskim językach Europy Środkowo-Wschodniej. Było kolportowane w Polsce, pozostałych krajach Europy Środkowo-Wschodniej włącznie z europejskimi republikami sowieckimi oraz wśród emigracyjnych ośrodków politycznych i kulturalnych narodów środkowo- i wschodnioeuropejskich w Europie Zachodniej, USA i Kanadzie. Współpracowało m.in. z podziemnymi strukturami NSZZ „Solidarność” i Solidarnością Polsko-Czechosłowacką. Było wspierane m.in. przez prezydenta i rząd RP na uchodźstwie w Londynie. Wokół czasopisma powstała międzynarodowa sieć współpracy informacyjnej, wydawniczej i politycznej.